# Fernandezina
Fernandezina is een geslacht van spinnen uit de  familie van de Palpimanidae.

## Soorten
- Fernandezina acuta Platnick, 1975
- Fernandezina dasilvai Platnick, Grismado & Ramírez, 1999
- Fernandezina divisa Platnick, 1975
- Fernandezina gyirongensis Hu & Li, 1987
- Fernandezina ilheus Platnick, Grismado & Ramírez, 1999
- Fernandezina maldonado Platnick, Grismado & Ramírez, 1999
- Fernandezina pelta Platnick, 1975
- Fernandezina pulchra Birabén, 1951
- Fernandezina saira Buckup & Ott, 2004
- Fernandezina takutu Grismado, 2002
- Fernandezina tijuca Ramírez & Grismado, 1996